# 美洲的瓶子草
《美洲的瓶子草》（Pitcher Plants of the Americas）是斯图尔特·麦克弗森所著关于食虫凤梨、眼镜蛇瓶子草、太阳瓶子草和瓶子草的专著。其于2007年由麦克唐纳·伍德沃德出版公司（The McDonald & Woodward Publishing Company）出版。